# Villafamés
Villafamés (oficialmente y en valenciano, Vilafamés) es un municipio de la Comunidad Valenciana, España. Situado en la provincia de Castellón, en la comarca de la Plana Alta. Cuenta con 1915 habitantes (INE 2023).
Está catalogado como Uno de Los Pueblos Más Bonitos de España desde el año 2015 y pertenece desde entonces a la asociación homónima.

## Geografía
Ocupa una posición estratégica sobre lo alto de una colina que forma parte del extremo septentrional de la sierra de les Conteses. 

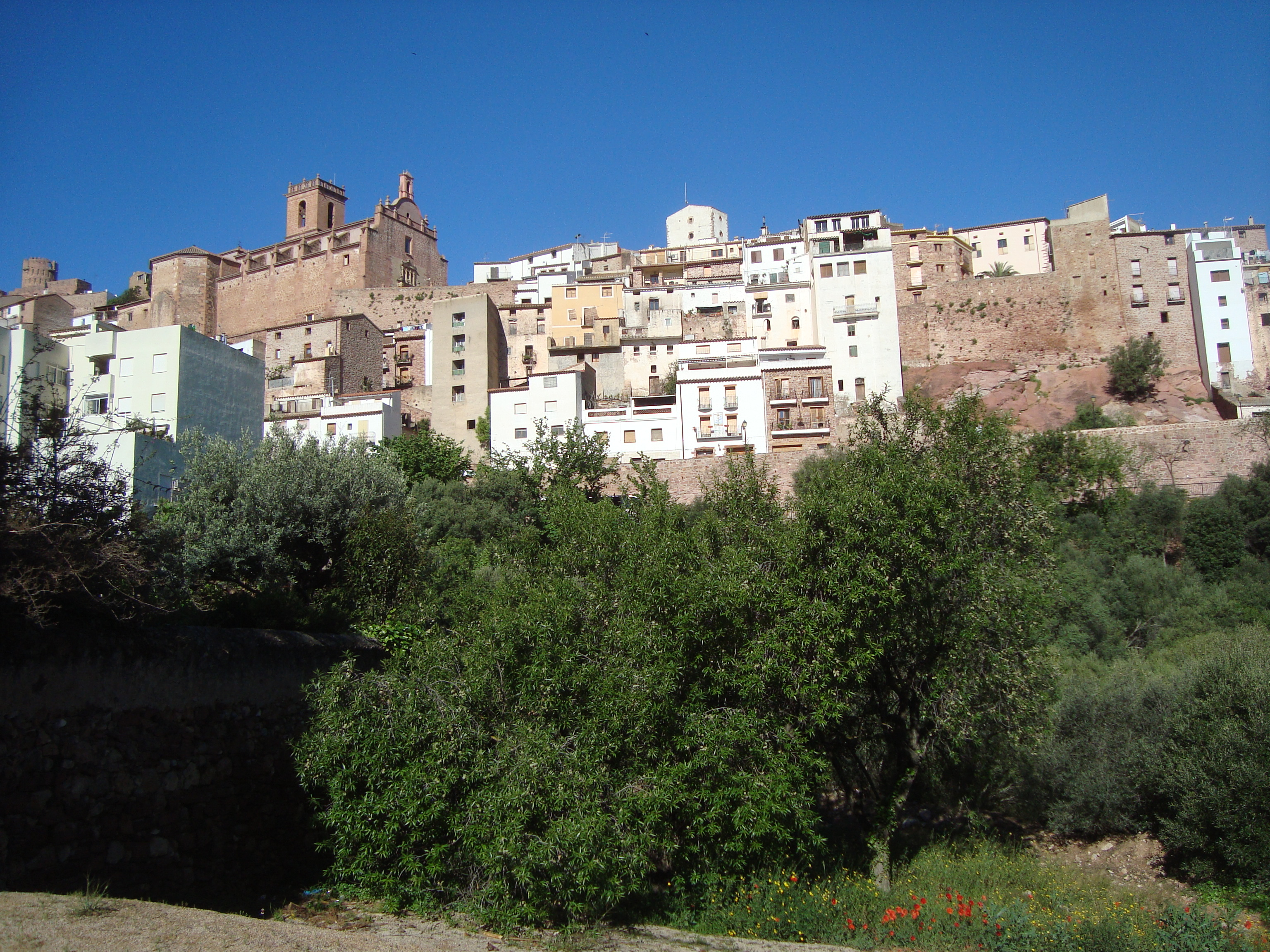
Villafamés

Esta ubicación le confiere amplias vistas sobre el llano que se extiende a sus pies y los paisajes circundantes. A su vez, su posición a medio paso entre las tierras del interior y el litoral, hace que el municipio disponga de las características propias de una población de interior con las ventajas que supone su proximidad a la costa por lo que goza de las características climáticas propias de una población mediterránea, con inviernos suaves y veranos calurosos.
El paisaje de la zona está constituido por una dicotomía entre la zona llana y las montañas que rodean el llano, dando forma de anfiteatro. El paisaje propio de la zona llana, también denominado Pla de l'Arc, está constituido por la parcelación de las tierras formadas mediante materiales arenosos y arcillosos que se han ido transformando para la actividad agrícola. Mientras, las zonas montañosas que no se encuentran roturadas se crearon a partir de cantos y gravas calizos que presentan en determinados puntos formaciones boscosas. En ellas existe un predominio del pino blanco (pinus halepensis), aunque también se da la variedad de pino carrasco. En las zonas de umbría hay vegetación de sauces, carrascas, encinas, acebuches, lentiscos y arbustos de varias especies.
Se accede a esta localidad desde Castellón tomando la CV-10 y luego la CV-160.

### Barrios y pedanías
En el término municipal de Villafamés se encuentra también el núcleo de población de La Basseta y La Foya que pronto será urbanización.

## Demografía
Vilafamés cuenta con una población de 1938 habitantes (INE 2024).
| Gráfica de evolución demográfica de Vilafamés entre 1842 y 2021 |
| |
| Población de derecho según los censos de población del INE Población de hecho según los censos de población del INEEntre el censo de 1930 y el anterior, disminuye el término del municipio porque independiza a Vall d'Alba Entre el censo de 1991 y el anterior, disminuye el término del municipio porque independiza a San Juan de Moró. |

### Localidades limítrofes
El término municipal de Villafamés limita con las siguientes localidades:
Costur, Useras, Cabanes, Puebla-Tornesa, Borriol, San Juan de Moró y Vall d'Alba todas ellas de la provincia de Castellón.

## Economía
La principal base económica de Villafamés hasta mediados de la década de los 1970 fue la agricultura basada en la explotación de cultivos de secano. Los principales productos agrícolas del municipio han sido tradicionalmente y lo siguen siendo en la actualidad los cultivos de olivo, el algarrobo, la vid, el almendro y los frutales, junto a las producciones de regadío en el llano de hortalizas y verduras.
A partir de los años ochenta es el sector industrial el que adquiere su supremacía con un fuerte desarrollo de la industria azulejera y de las empresas auxiliares del sector. Además de la cerámica, actualmente se plantean otro tipo de recursos con base en la economía de Villafamés como el enoturismo o turismo vitícola.

## Historia
Las primeras evidencias de ocupación del entorno de Villafamés se centran en los hallazgos arqueológicos realizados en el llamado “Homo erectus vilafamensis”, donde se localizaron restos antropológicos. Sus orígenes se remontan al Pleistoceno Medio, según el descubrimiento de los restos del llamado "homo erectus vilafamensis" en la Cova de Dalt del Tossal de la Font con una antigüedad de 80000 años. Una continuidad en la ocupación del medio estaría reflejada en la Cueva del Matutano, yacimiento del Paleolítico Superior, con una antigüedad entre el 14000 y 11000 BP. Las primeras manifestaciones artísticas aparecen con las pinturas esquemáticas de la Edad del Bronce.
Por lo que respecta al núcleo urbano, el mismo topónimo AVilahameç, ABeniffamez, denota su origen en época musulmana. De este periodo se conservan entre otros elementos, la cimentación del castillo que corona el cerro sobre el que se asienta el municipio y el trazado urbano de la zona contigua al mismo, de estrechas callejuelas tortuosas. Quedan asimismo vestigios de las antiguas fortificaciones constituidas por lienzos de muralla y restos de torres. Además, también se pueden contemplar algunas ilustraciones pictóricas del Abric del Castell, asociadas al periodo Eneolítico. La zona denominada como parte alta de la población abarcaría desde el castillo y la zona de Quartijo hasta las calles Hospital y Torreta.

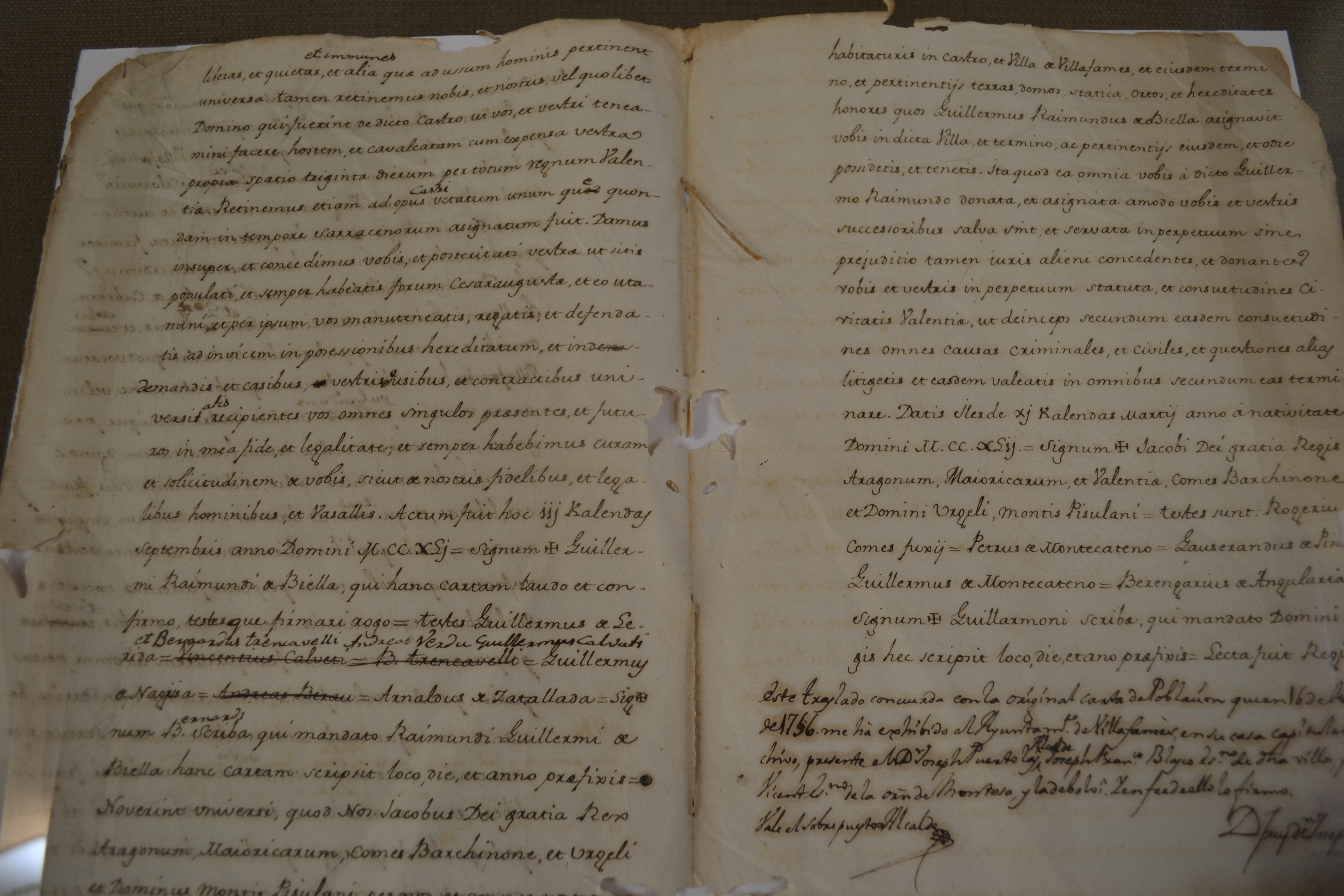
Carta Puebla de Villafamés (1241).

Después de la caída de Burriana, en el 1233, el rey Jaime I de Aragón conquista el territorio musulmán de Beni-Hamez, momento en el que Villafamés toma identidad histórica propia. Este hecho lleva a que, el 30 de agosto de 1241, Jaime I comisione a Guillem Ramón de Viella para dar a poblar el castillo a Domingo Ballester, A. Cabrera y otros, carta de población que se establece a fuero de Zaragoza. Esta donación será confirmada posteriormente por el propio monarca en Lérida el 21 de febrero de 1242.
Posteriormente se incorpora al patrimonio de los Hospitalarios de San Juan en 1264, tras una permuta real con estos por la villa de Olocau del Rey, que serán sus dueños hasta 1317, fecha en que la villa y el castillo quedan anexionados a la recién creada Orden de Montesa. El 4 de diciembre de 1317, un día después de otorgarle a Gonzalo García los bienes del Hospital, se decreta una absolución del pacto de lealtad que los ciudadanos de Villafamés tenían con la orden.En 1343, Pedro IV el Ceremonioso, empeña a la orden el mero y mixto imperio, con las correspondientes jurisdicciones, derechos y emolumentos que pertenecían a la corona.
Juan I de Aragón, en 1393, concede a Villafamés el privilegio por el cual el Consejo puede hacer y ordenar todo tipo de ordenaciones que considere convenientes con arreglo a los fueros generales del reino. En las Cortes celebradas en Valencia durante el año 1403, Martín I el Humano dispone dar posesión al maestre de Montesa del mero y mixto imperio de la población, este hecho provocará la protesta airada del Consejo en 1404.
Ya en el siglo XVI, en 1519, Carlos I de España promete no separar de la corona la jurisdicción civil y criminal, y el mero y mixto imperio de la villa. Cuando en 1635 culminan las desavenencias surgidas entre los Justicias, de una parte y la orden de otra, el "Consejo" cree llegado el momento de solicitar del Papa Inocencio XII autorización para comprar la jurisdicción alfonsina, adquisición que lleva a cabo el 16 de abril por el precio de seis mil libras. A partir de esta fecha, Villafamés queda incorporada plenamente al patrimonio real, reservándose Montesa la percepción de ciertas primicias y el derecho de habitación sobre el castillo. Será en el siglo XIX, con los enfrentamientos civiles que siguen a la muerte de Fernando VII, cuando el nombre de Villafamés sonará de nuevo dentro del ámbito histórico como plaza inexpugnable.

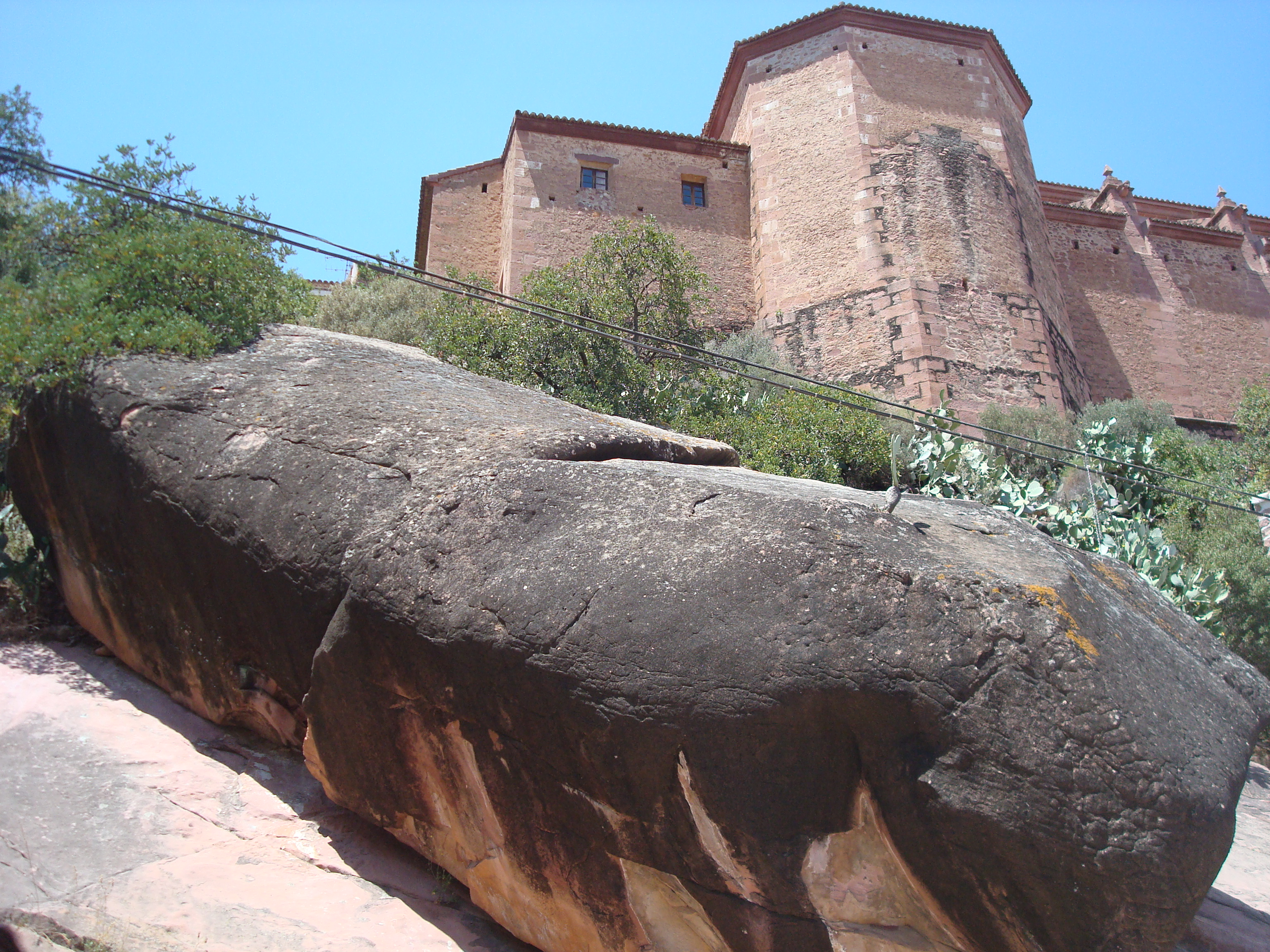
Roca grossa

En marzo de 1837 sufre el primer intento de asalto de las tropas carlistas, dirigidas por El Serrador, cabecilla de los militares carlistas. Este asedio fracasará a los tres días debido a la ayuda que recibieron los soldados de Villafamés por parte de las tropas realistas provenientes de Castellón.El 29 de octubre de 1838 la guarnición de la plaza rechaza una segunda intentona, que se repetirá de nuevo el 3 de enero del siguiente año, esta vez con Cabrera al frente de las tropas, que desde las montañas que dominan la villa comienzan a hostigar a la población, rompiendo fuego contra la ciudadela. En esta ocasión se hizo frente al asedio por parte de los vecinos además de contar con la ayuda de una columna móvil enviada por el Ayuntamiento de Castellón y un destacamento de artillería de marina, muy poco numeroso. Cinco días duraron los continuos enfrentamientos, rechazando la población todos los ataques de Cabrera, hasta que el día 7 la llegada de tropas reales obligó al general carlista a levantar el sitio. Con lo más selecto de sus tropas y recurriendo al auxilio de las de Forcadell, Cabrera intentará el golpe definitivo en abril del mismo año, estableciendo un campamento ante la población. El día 16 se abre una brecha en las murallas, aunque los atacantes son rechazados y resultan infructuosos todos los esfuerzos de tomar la plaza que resultó semi derruida. Cabrera, ante la derrota inminente, decide retirarse junto a sus soldados y dirigirse hacia Alcora.

## Monumentos

### Monumentos religiosos
- Iglesia de la Sangre. De origen medieval y barroquizada en el siglo XVII. Construida en parte sobre un aljibe, que hizo posiblemente las funciones de cripta, presenta trece arcos apuntados que tiene su origen en el siglo XIV.[17]

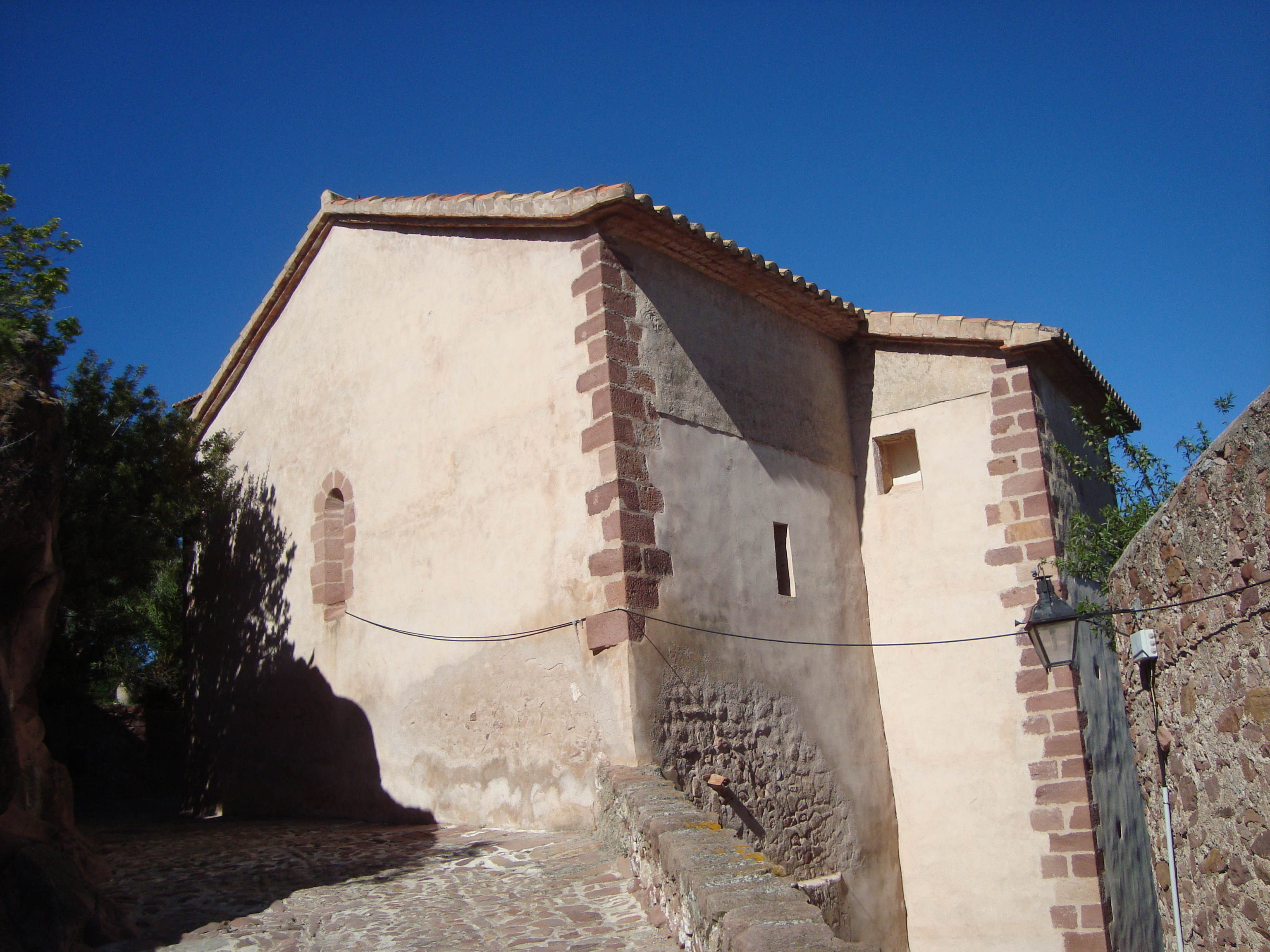
Iglesia de la Sangre

La iglesia presenta una nave de cuatro tramos. Además, cuenta con un presbiterio y un coro alto a los pies con capillas entre contrafuertes. En la parte superior de la iglesia se encuentra una bóveda de cañón con lunetos y una bóveda de crucería en el presbiterio. Entre la ornamentación interior destacan los diferentes retablos barrocos, dos de ellos poco frecuentes en la provincia de Castellón, y las pinturas al fresco atribuidas al entorno de Vicente y Eugenio Guilló. La iglesia, que se encuentra a los pies del castillo, alberga en su interior la capilla de Santa Bárbara. En ella está situado el segundo tramo del evangelio, cuyos muros cuentan con pinturas que forman el retablo con ángeles sobre el cielo azul. Su origen se estima en el año 1702.
El 30 de julio de 2008 la directora del Institut Valencià de Conservació i Resxtauració de Béns Culturals, Carmen Pérez, presentó la recuperación del retablo. La obra mostraba deterioros significativos, creados por el polvo y los cirios, y por ello se realizó un estudio detallado para restaurarlo.
- Ermita de San Miguel. Se trata de una construcción sencilla datada en 1640 de amplia fachada con ventanas y un espacioso porche con arcadas. Se estructura en dos partes, la religiosa, con una sala para el culto de planta rectangular con coro alto en los pies y la sacristía lateral, y hospedería para ermitaños y masoveros.[19]

Su construcción se realizó gracias a la fundación piadosa de Pere Albella, quién en su testamento, como último deseo, indicó que parte de su patrimonio quería destinarlo a la construcción de la ermita. Para ello, dejó como encargado de las administraciones al ayuntamiento de Villafamés.
La ermita dedicada al patrón local San Miguel está situada a 5 kilómetros del pueblo, en la ladera del Monte Mollet, enfrente de una gran plaza y al lado de un manantial.
- Ermita de San Ramón. La capilla fue construida en el siglo XVIII y actualmente está situada en el centro de pueblo, cerca de una plaza y un barrio con el mismo nombre que están próximos al antiguo camino de Borriol. Es una ermita sencilla formada por una planta central, altos muros, una fachada blanqueada y con cúpula piramidal con faldones que la cubre. La entrada consta de una puerta rectangular sobre la que se encuentra un pequeño retablo que muestra la imagen de san Ramón.[20]

- Iglesia de la Asunción. La construcción de la iglesia parroquial de la Asunción comenzó en el año 1594. Es una nave que cuenta con una sola planta rectangular. Su interior alberga elementos decorativos entre los cuales destaca su retablo mayor, creado a principios del siglo XVII. El templo, en su exterior, muestra rasgos arquitectónicos propios del barroco como columnas corintias, arcos de medio punto y una bóveda de cañón.[21]

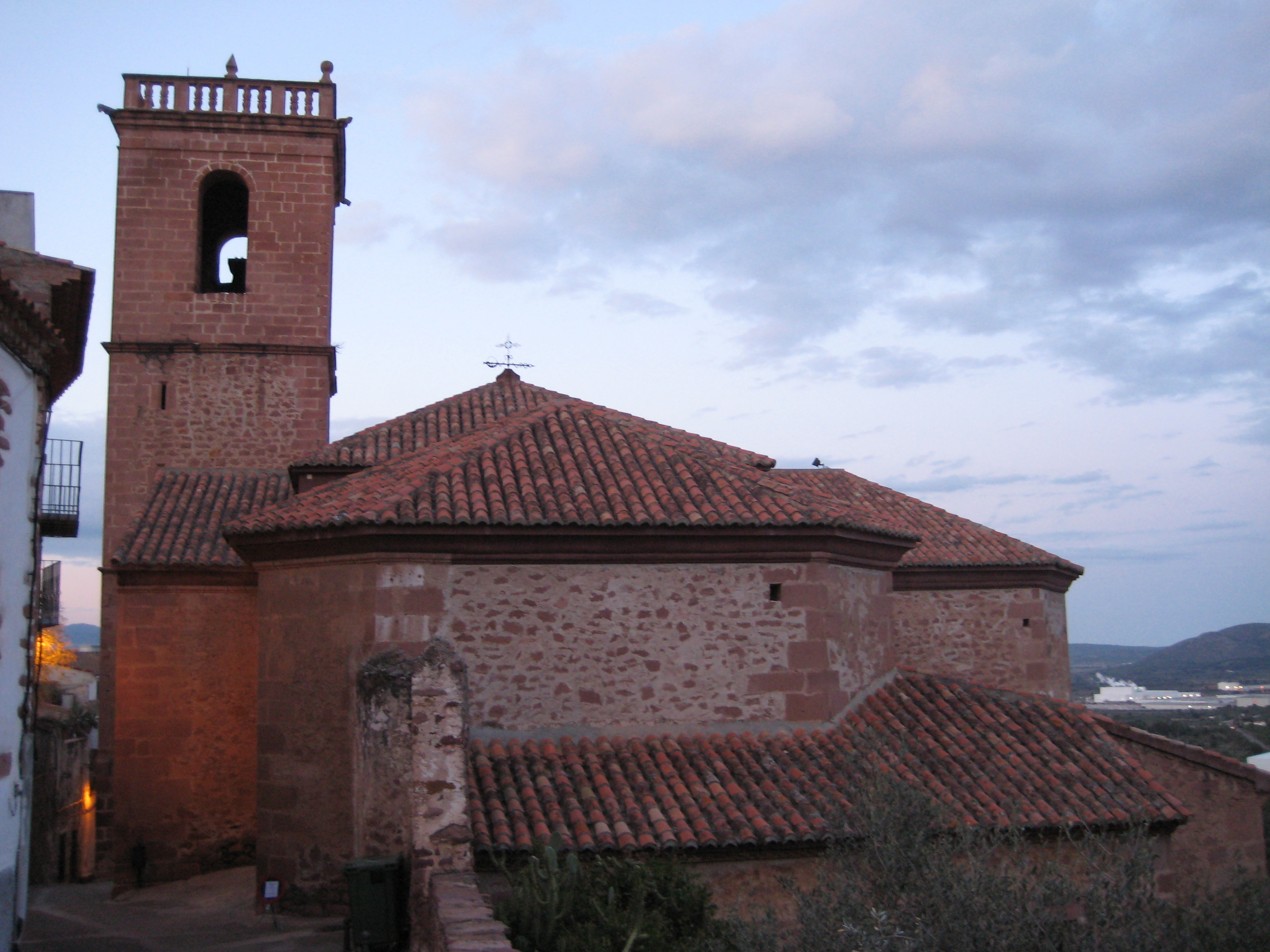
Iglesia de la Asunción

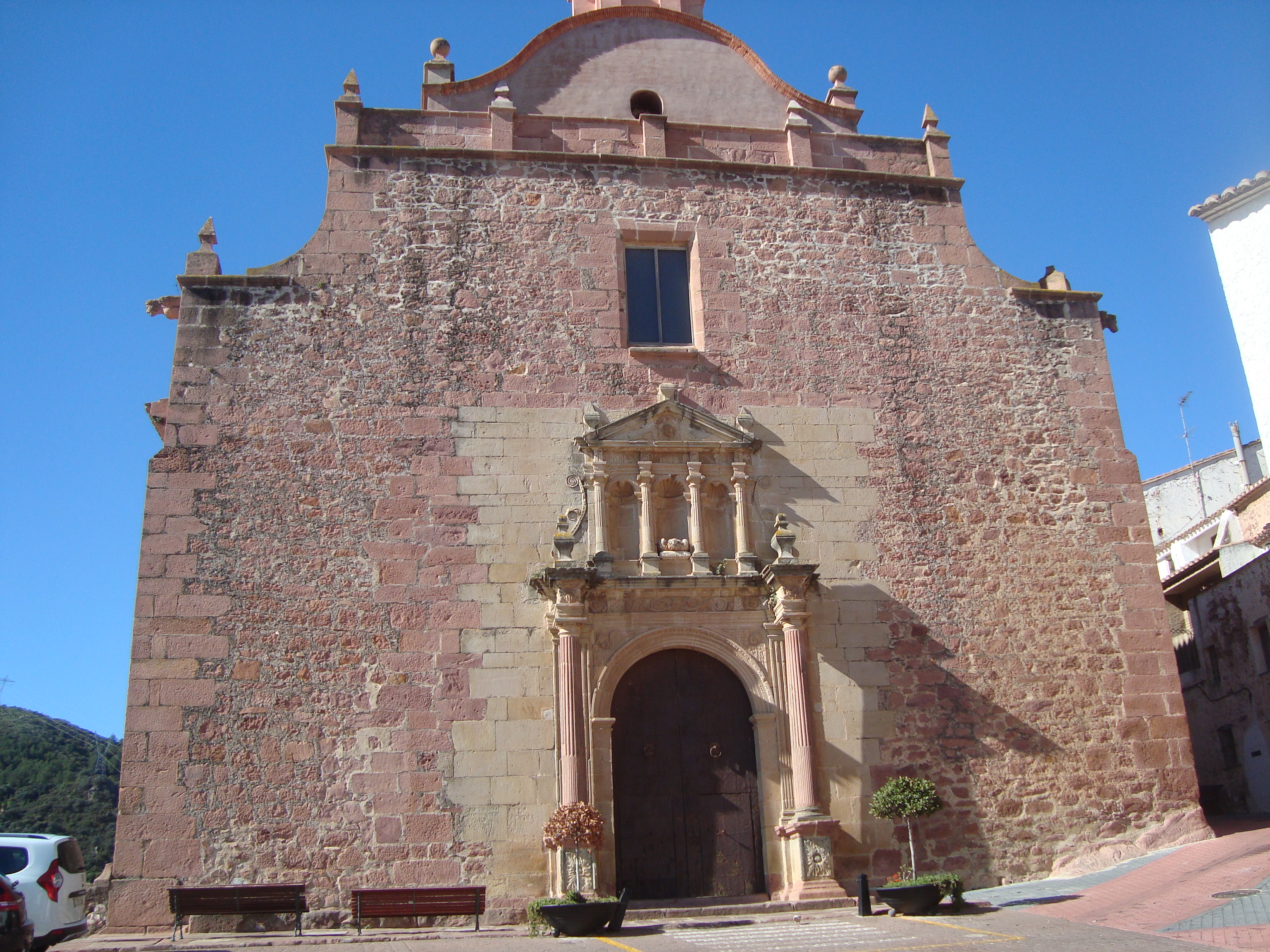
Fachada de la iglesia parroquial de la Asunción

Su planta es trazada por el maestro de la Seo de Tortosa, Martín de Mendoza y adjudicada para su realización a Juan Palacios. En 1778 se reforma, prolongándose el crucero con la capilla de la comunión y nuevo presbiterio, concluyendo las obras de ampliación en 1783. La cúpula, demolida por amenazar ruina, se erigía de nuevo en 1806. Realizada en sillería, rodeno del terreno y mampostería, cubre con teja árabe a doble vertiente. Presenta portada fechada en 1601. En el interior se estructura en planta de una sola nave, de cuatro tramos más presbiterio, crucero y capillas entre contrafuertes. Los elementos básico los forman soportes de pilastras corintias, arcos de medio punto con apliques dorados y un arco de medio punto con lunetos. Toda ella está decorada con elementos barrocos, apreciándose también las nervaduras como elementos persistentes del gótico. En el crucero existe una cúpula ciega sin linterna.
El retablo mayor, trazado por Agustín Sanz y adjudicado a Bernardo Monfort, cuenta con pinturas de José Conca en las que trabajó entre 1636 y 1642. Decoración pictórica al fresco en la capilla de la Comunión y pechinas de la cúpula, obra de J. Oliet, así como interesantes ornamentos, orfebrería y zócalo de cerámica valenciana del siglo XVIII.

### Monumentos civiles
- La Cueva del Tossal de la Font". La cueva, localizada en la Serra de Borriol, se descubrió en el año 1979 y en ella se localizaron restos antropológicos atribuidos al hombre de Neandertal, en concreto de un individuo femenino de la especie Homo sapiens. Los restos cuentan con una antigüedad aproximada de 80000 años, lo cual la convierte en el único yacimiento de este tipo localizado en la Comunidad Valenciana. Además, también incluía varios depósitos sedimentarios que tienen su origen entre el Pleistoceno y el Holoceno.[22] El 8 de enero de 2021 se declaró este espacio como Bien de Interés Cultural por el Pleno del Consell con la categoría de zona arqueológica.[23]

- La Cueva Matutano. Se trata de un yacimiento perteneciente al Paleolítico Superior, cuya buena conservación lo convierte en el único yacimiento de dicho período existente en las comarcas de Castellón, que permite documentar uno de los períodos menos conocidos de la Prehistoria, el que se extiende entre el 14000 y el 115000 BP. Se sitúa a 100 metros de distancia de la Cova del Tossal de la Font y debido a la construcción de un molino aceitero y una vivienda se modificó su morfología y los depósitos arqueológicos que albergaba.[22]
- El Abrigo del Castillo. Alberga uno de los conjuntos de pintura rupestre esquemática más interesantes de la Comunidad Valenciana. Destacan entre los diversos motivos pictóricos las representaciones identificadas como antropomorfos, y entre éstas, la realizada mediante trazo grueso formando una espiral, que dibuja un espacio circular, tangente por su parte inferior a otra figura que se prolonga hacia abajo, con dos puntas, y que ha sido interpretada como una representación solar. Fue hallado el 14 de agosto de 1963 gracias al profesor A. Beltrán quien presentó las pinturas en el año 1969. Su origen esta datado en la Edad de Bronce aunque varias investigaciones también indican que pudieron ser realizadas a finales del III milenio.[24]

El abrigo se sitúa en la parte alta del cerro. Su longitud es de 6 m de boca por 2,50 m de altura. Desde 1997, la Dirección General de Patrimonio Histórico comenzó a organizar jornadas de restauración y limpieza de las pinturas debido a su mal estado. En el año 1998, la UNESCO declaró el conjunto pictórico como Patrimonio Mundial.
- Las Rocas de Mallasén. Se trata de un abrigo en cuya pared rocosa aloja una representación pictórica rupestre hallada en 1964. En ella aparece representada una sola figura humana, de estilo esquemático; realizada en trazo grueso de coloración rojiza. Esta figura fue decretada como Patrimonio de la Humanidad por la UNESCO en el año 1998.[25]

El abrigo se sitúa en el monte Mollet y se caracteriza por estar formado gracias a areniscas continentales. La vegetación en su entorno es abundante, pero las especies que predominan son n los pinos rodenos, cascajos y palmitos.
- Los Estrechos-El Rincón de Rata. Se trata de un poblado de 0,3 ha de superficie, en perfecto estado de conservación y en el que desde 1990 se llevan a cabo excavaciones de forma regular.

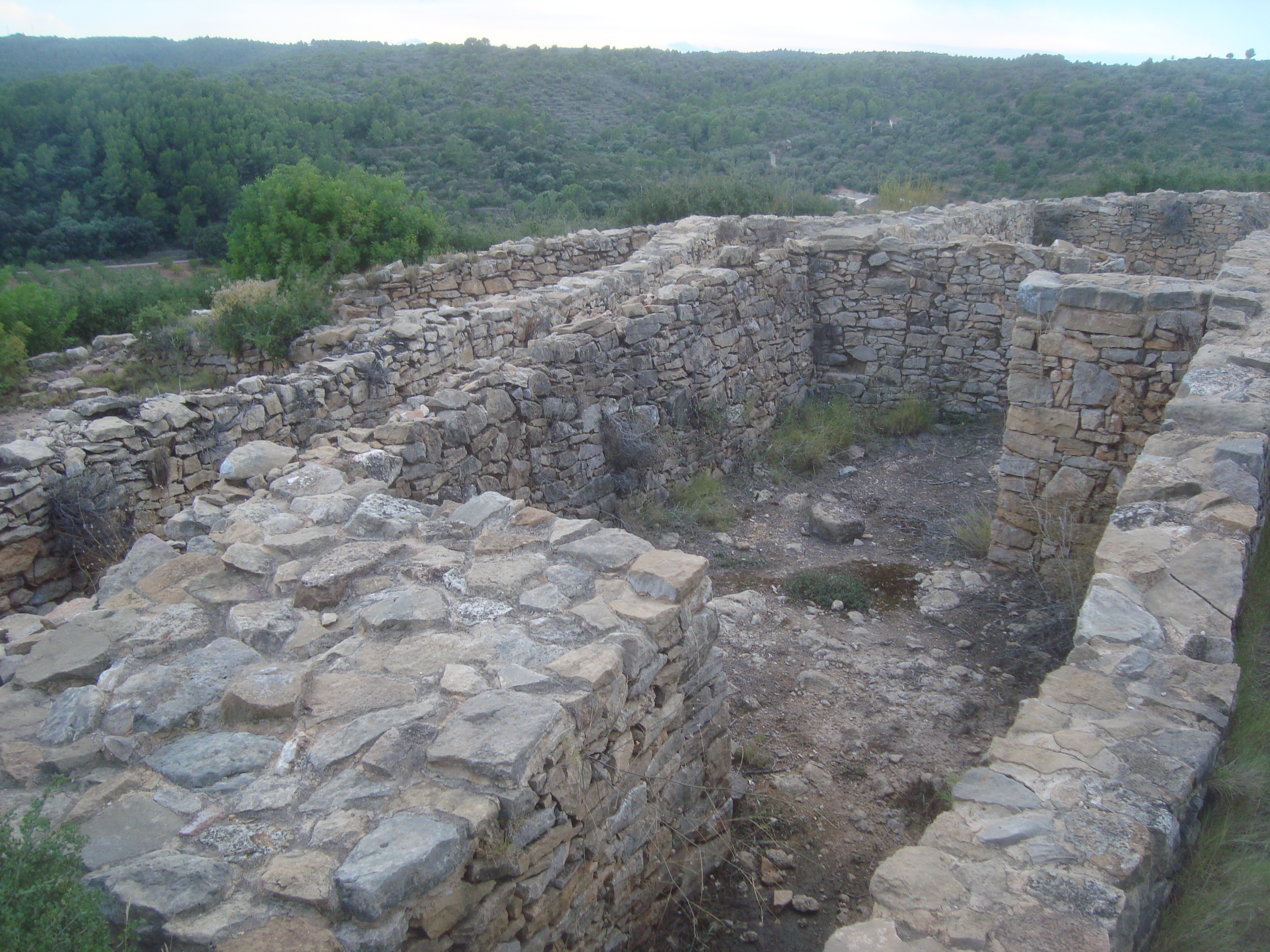
Poblado ibérico de Els Estrets-el Racó de Rata (Villafamés).

Destaca la torre de planta circular situada junto a la zona de acceso al interior del poblado. El periodo de ocupación corresponde al Ibérico Tardío, entre los siglos III-I a. C.
- Conjunto Histórico-Artístico. Situado en la parte alta de la población. Es un conjunto que aparece rodeado por una muralla, realizada durante el siglo XIV, que engloba en su interior a las diversas edificaciones urbanas así como los edificios emblemáticos del municipio. Declarado Bien de Interés Cultural desde el 22 de abril de 2005 con el código RI-53-0000612.[27]
- Murallas. Murallas con torres cuadradas adosadas y una torre circular. Las murallas se sitúan en la parte alta de la montaña, en la zona conocida como recinto primitivo. En este espacio también se encuentran el castillo, la antigua villa y la iglesia de la Sangre.[28]Antiguamente las murallas contaban con 4 accesos para traspasarlas: el Portal, el Portell, el Portal de Onda y el Portalet; característica por la que se les clasificó como murallas musulmanes.[29]Fueron declaradas Bien de Interés Cultural.

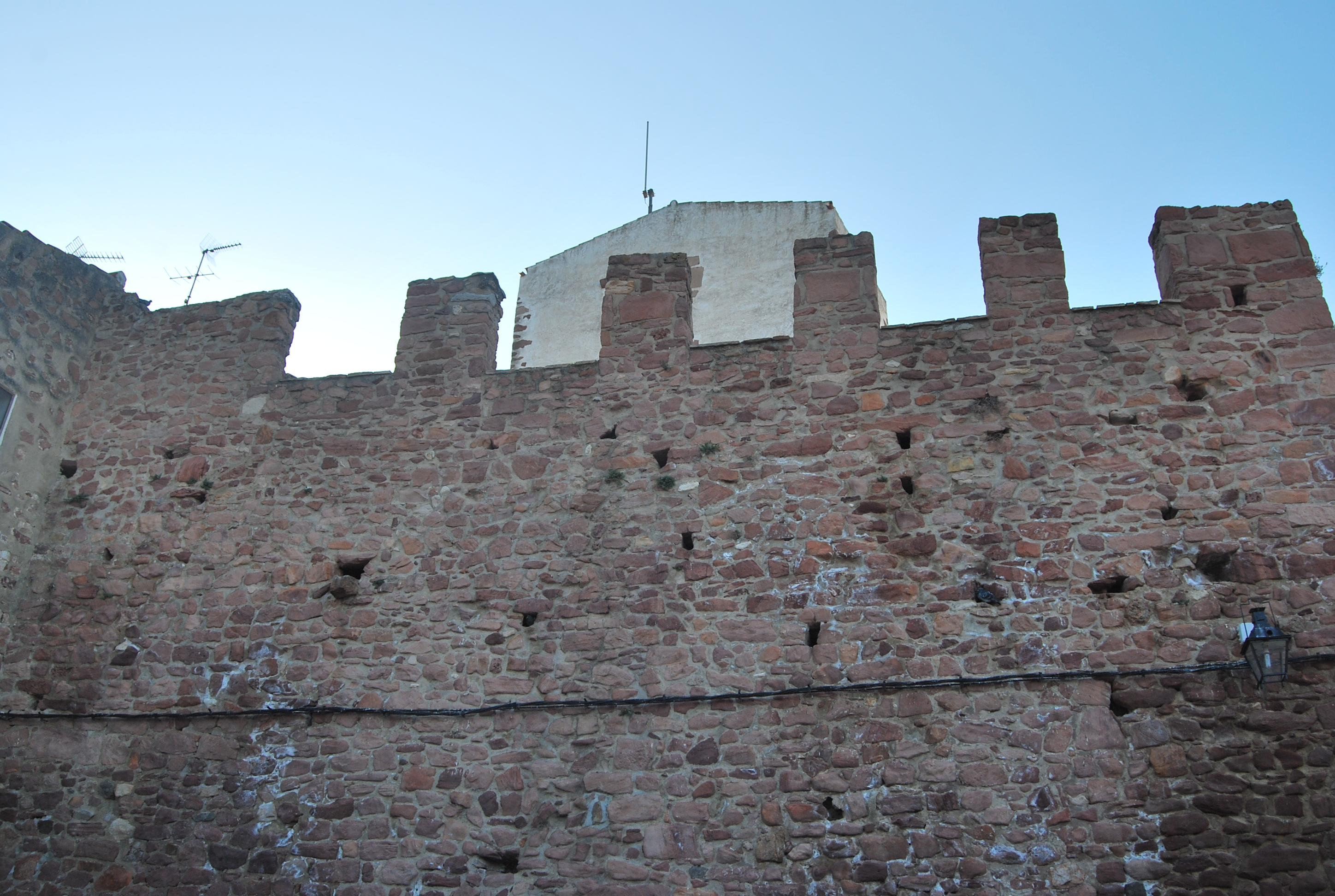
Murallas

- Castillo. Situado en lo alto de la villa. La cimentación del mismo así como diversos documentos, que hacen referencia a "Beni-Hamez", indican su origen árabe.

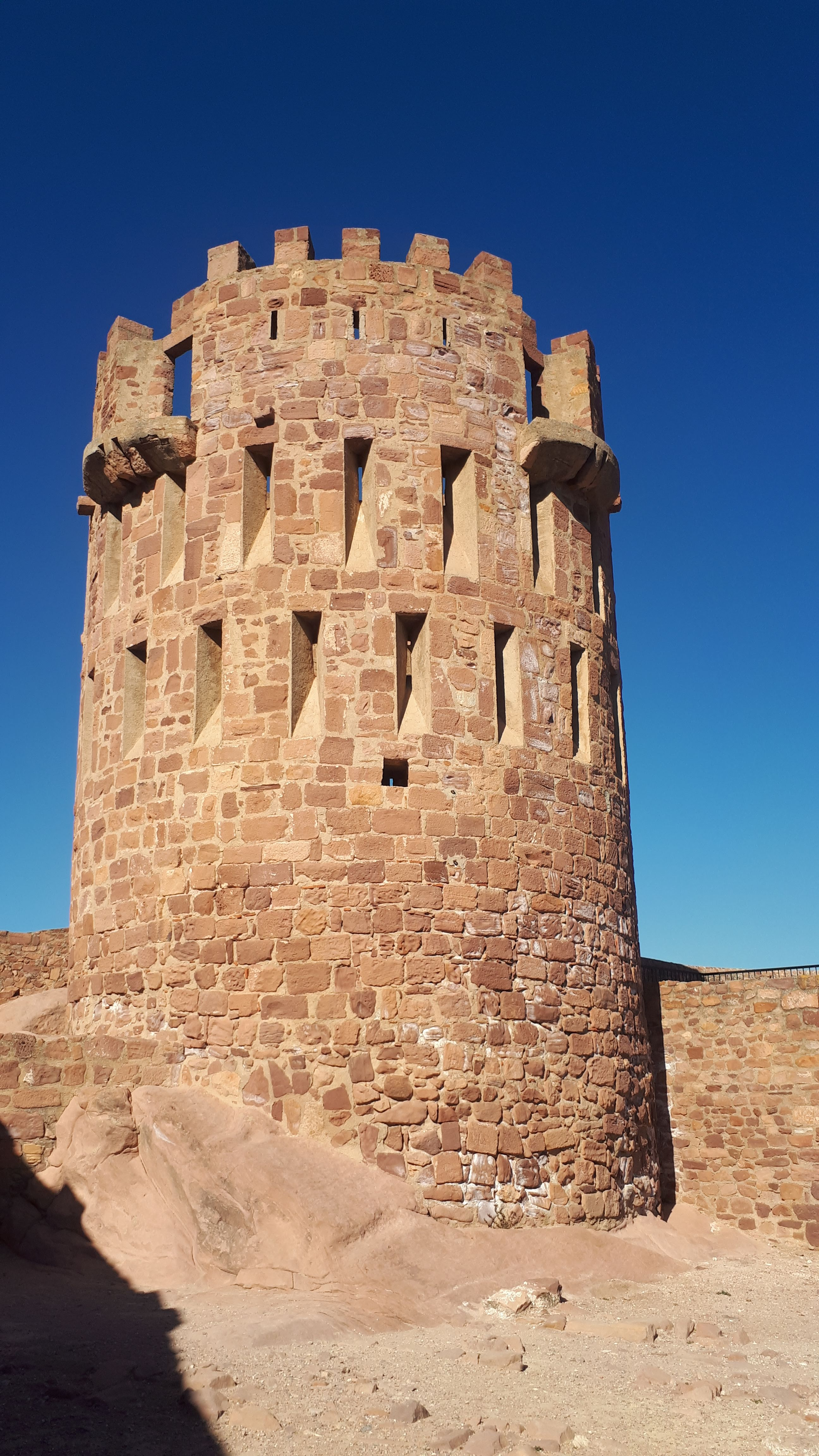
Torre del Castillo

Conquistado por Jaime I en 1233 ha sufrido diferentes reformas a lo largo de su historia, siendo sus vestigidos más antiguos del siglo XIV. Sufrió importantes ataques durante las guerras carlistas, en el siglo XIX, produciéndose así mismo la adaptación del sistema de fortificación a las nuevas técnicas de la guerra, siendo buen ejemplo de ello la torre central de planta circular que pertenece a este momento.
- El Quartijo. Situado a los pies del castillo, es la zona urbana más antigua de la población. Aparece rodeada por un sistema de murallas que engloba el recinto primitivo de la población, correspondiendo a la antigua villa, y donde se ubican las edificaciones más antiguas del municipio: Casa de la villa, iglesia de la Sangre, etc. Sus calles son estrechas y con abundante vegetación.[31]

- Palacio del Batlle. Se trata de un edificio palacial propio del gótico civil valenciano, construido en los siglos XIV-XV y residencia del administrador real. Después aso a ser la residencia de la Orden de Montesa. Su estructuración es la típica de las casas-palacio del gótico valenciano con semisótano, entresuelo, piso principal y desván, además de contar con un patio interior y en el mismo situarse una torre de planta rectangular. Es la sede del Museo de Arte Contemporáneo "Vicente Aguilera Cerni" fundado en 1971.[32]

## Lugares de interés
- La Fuente de las Picas. La fuente dispone de un caudal que cae en cascada a siete pilas que desembocan en dos balsas irregulares. El agua tiene propiedades diuréticas y goza de gran aceptación entre los habitantes. La vegetación de la zona está constituida por olivos centenarios, además de encinas, carrascas, lentiscos, coscoja, tomillo y romero. Es un hermoso paraje desde donde se pueden apreciar vistas panorámicas sobre toda la zona llana.[33]
- La Fuente de la Penella. El paraje está enclavado en una pequeña planicie bajo los pinos. Cuando el agua alcanza su altura máxima sale a cuatro piletas de piedra en distintos niveles. Lugar con hermosa vista, es un lugar tranquilo e ideal para pasar un bonito día de campo.[34]

El día 19 de abril de 2008 el Ayuntamiento de Villafamés inició las obras para acondicionar la fuente de la Penella con el objetivo de conservar y embellecer el patrimonio natural del pueblo. Este espacio es muy frecuentado por los vecinos además de por los turistas que realizan la ruta desde Castellón hasta el monte Peñagolosa. 

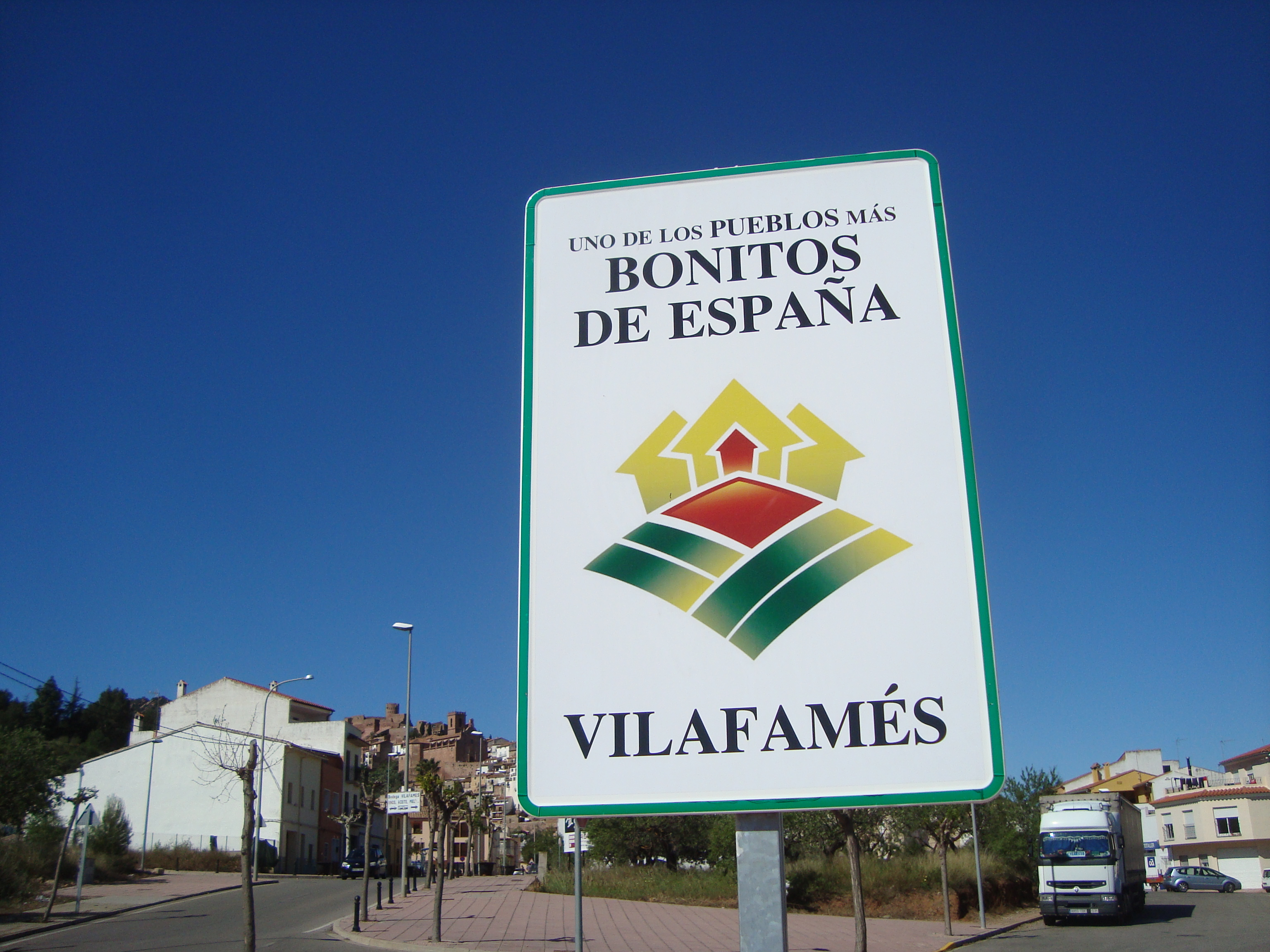
Villafamés, declarado como uno de los pueblos más bonitos de España

- El Clot. Es una cavidad, o formación cárstica, en el terreno de forma cilíndricas situada en la ladera de una montaña, a 3-4 km de Villafamés. El terreno es llano y tiene forma circular. Su superficie es de 1300 m² con una profundidad de entre 8-16 metros.[36]

La vegetación que se encuentra en la zona está constituida por encinas, olivos y gran cantidad de arbustos y almeces, así como plantas trepadoras que lo han convertido en un ecosistema localizado de aspecto selvático.
- La Cueva del Bolimini. Se trata de una cavidad a la que se accede a través de una escalera natural que lleva a dos replazas interiores de gran amplitud y con bóvedas de hasta 3 metros de altura. Al fondo de la segunda replaza, ha dotado a esta cueva de un original suministro de agua potable. La vegetación del exterior de la cueva es la característica de la zona montañosa: algarrobos, esparraguera, palmito, higueras, olivos, pinos, romero, tomillos, etc.[37]
- Paraje de San Miguel. Esta zona se caracteriza por albergar la ermita de San Miguel, patrón del municipio. Además, la zona goza de una vegetación exuberante, propia de una geología de areniscas triásicas. Está constituida por pinos y vegetación endémica con interesantes ejemplares de carrascas, encinas, sauces, etc.[38]

## Fiestas
- San Antonio Abad. Tiene lugar a mediados del mes de enero, destacando el acto de la "Machada" (matxá) o procesión de las caballerías que discurre por las diferentes calles del pueblo y donde se realizan grandes hogueras. La procesión finaliza en la plaza de la Font donde el Ayuntamiento reparte una "rosquilla" (rotllo) a cada participante.[39]
- San Miguel Arcángel. Tiene lugar el cuarto domingo de Cuaresma. Consiste ésta en la realización de una romería a la ermita del mismo nombre donde se venera al patrón de la localidad, San Miguel Arcángel. Además, se celebra una gran comida y se les da la bienvenida a los romeros de los pueblos vecinos. Enfrente de la ermita se instala un mercadillo con múltiples productos campestres. Al volver al pueblo los romeros tiene lugar la "procesión de las cruces" (processó de les creus), donde participan los niños llevando cruces hechas con brezo. Ya de noche tiene lugar la "procesión de los borrachos" (processó dels borratxos) que consiste en llegar a la Roca Grossa para que los acompañantes del padrón San Miguel se encuentren con la Cofradía del Cristo de la Sangre y juntos caminen hasta la iglesia.[40]
- Fiestas patronales. Se celebran en honor a la Virgen de la Asunción y al Cristo de la Sangre a mediados de agosto. Las actividades son muy variadas con la realización de exposiciones, conciertos, deportes, concursos, verbenas, su semana taurina con el concurso de ganaderías con reses autóctonas y la suelta de toros cerriles al estilo "bous al carrer", aunque entre todos ellos destaca el acto de la "Serenata al toro" (Serenata al bou). Esta festividad se basa en otorgarle un trato diferente al toro elegido para, tras soltarlo por el pueblo, abrirlo en canal y que en ese momento comience a sonar la música de la banda, tradicionalmente, una serenata.[41]
- San Miguel de "vendimias" (San Miquel de Veremes). Se celebra el 29 de septiembre, siendo nuevamente un festejo dedicado al patrón del municipio, San Miguel. Esta recibe el sobrenombre de "vendimias" (veremes) por celebrarse durante el periodo de recogida de la uva, una actividad importante para la población en el siglo XX. El día cuenta con diversos actos de entretenimiento en la propia ermita.[42]
- San Vicente Ferrer. Durante la Pascua, destaca la festividad de San Vicente Ferrer. En este día se organizan comidas colectivas que tienen como postre las "monas de Pascua" (mones de Pasqua), un dulce que solo se consume en esta época del año.[43]

## Política
| Periodo   | Nombre | Partido                |
| --------- | --- | ---------------------- |
| 1979-1983 | Manuel Andreu Marzá | AISIB                  |
| 1983-1987 | Vicent Esteller Mallasén | CIV                    |
| 1987-1991 | Vicent Esteller Mallasén | CIV                    |
| 1991-1995 | Vicent Esteller Mallasén | PSPV-PSOE              |
| 1995-1999 | Vicent Esteller Mallasén (24/04/96) Luisa Oliver Mallasén (Moción de censura: PP, EUPV, EV)                                        | PSPV-PSOE PP           |
| 1999-2003 | Luisa Oliver Mallasén | PP                     |
| 2003-2007 | Luisa Oliver Mallasén | PP                     |
| 2007-2011 | Luisa Oliver Mallasén | PP                     |
| 2011-2015 | José F. Pons Martínez | PP                     |
| 2015-2019 | Abel Ibáñez Mallasén | PSPV-PSOE              |
| 2019-2023 | Abel Ibáñez Mallasén | PSPV-PSOE              |
| 2023-act. | Marisa Torlá (17/06/23-04/09/23) Ana Andrada (Moción de censura PSPV-PSOE, Compromís) (2023-2025) Abel Ibáñez Mallasén (2025-act.) | PP Compromís PSPV-PSOE |